# ナスジャム
ナスジャム（アゼルバイジャン語: Badımcan mürəbbəsi、トルコ語: Patlıcan reçeli）は、ナスの果実を使ったアゼルバイジャンとトルコのジャム。トルコでは、アンタルヤ、ウードゥル、カウズマンで特に人気がある。 ウードゥル県はナスジャム（patlıcan reçeli）を地理的表示で保護しようと努力している。食味は「りんごジャムのような味」と表現される。

## 日本のナスジャム
日本では、料理研究家の浜内千波が2007年にナスジャムの作り方をテレビ番組『ラジかるッ』で紹介した。山口県周南市の熊毛農産加工グループが2008年頃から独自のナスジャム作りに取り組み、商品展開し、徳島県阿波市でも特産の「美〜ナス」を使ったナスジャムを生産販売している。ほかにも障害者就労支援事業所や高等学校などで作られた。

## 作り方
熊毛農産加工グループのレシピは次の通り。同グループは、10キログラム（100本超）のナスから7 - 8キログラムのナスジャムを生産する。
1. ナスを洗い、いちょう切りにする。皮はむかない。
2. 切ったナスを砂糖とよく混ぜ、しんなりするまで置く。
3. 上を強火にかけ、アクを取りながら煮詰める。
4. 砂糖を追加し、更に煮詰める。
5. レモン汁を加えて発色をよくする。
6. 糖度を確かめながら、砂糖を追加し、糖度が48度になったら火を止めて完成。